# رودریگو تیویی
رودریگو تیویی (به پرتغالی: Rodrigo Bonifácio da Rocha) مهاجم اهل برزیل است که در شهر Taboão da Serra و در تاریخ ۴ دسامبر ۱۹۸۵ به دنیا آمده‌است.
رودریگو تیویی در تیم‌های فوتبال Fluminense سابقهٔ حضور دارد.